# 凯斯勒·安德烈娅
凯斯勒·安德烈娅（匈牙利語：Keszler Andrea，1989年7月28日—），匈牙利女子短道速滑运动员，2011年冬季世界大学生运动会女子3000米接力铜牌得主、2013年冬季世界大学生运动会女子3000米接力铜牌得主、2017年世界短道速滑锦标赛女子3000米接力银牌得主。